# Okręgowe rozgrywki w piłce nożnej woj. olsztyńskiego, elbląskiego i suwalskiego (1998/1999)
Drużyny z województwa olsztyńskiego, elbląskiego i suwalskiego występujące w ligach centralnych i makroregionalnych:
- I liga – Stomil Olsztyn
- II liga – Jeziorak Iława
- III liga – Zatoka Braniewo, Warmia/Stomil II Olsztyn, Błękitni Orneta
- IV liga – Granica Kętrzyn, MKS Szczytno, Tęcza Biskupiec, Warfama-Rolimpex Dobre Miasto, Motor Lubawa, Orlęta Reszel, Victoria Bartoszyce, Sokół Ostróda, Polonia Elbląg

Rozgrywki okręgowe:
- OZPN Olsztyn:
  - Klasa okręgowa (V poziom rozgrywkowy)
  - Klasa A - 2 grupy (VI poziom rozgrywkowy)
  - Klasa B - 4 grupy (VII poziom rozgrywkowy)
  - klasa C - podział na grupy (VIII poziom rozgrywkowy)
- OZPN Elbląg:
  - Klasa okręgowa (V poziom rozgrywkowy)
  - Klasa A - 2 grupy (VI poziom rozgrywkowy)
  - klasa B - (VII poziom rozgrywkowy)
  - klasa C - 2 grupy (VIII poziom rozgrywkowy)
- OZPN Suwałki:
  - Klasa okręgowa (V poziom rozgrywkowy)
  - Klasa A (VI poziom rozgrywkowy)

W tym sezonie IV liga woj. elbląskiego połączyła się na 2 sezony z IV ligą woj. bydgoskiego i IV ligą woj. toruńskiego, tworząc IV ligę makroregionalną Elbląg-Bydgoszcz-Toruń.

## Klasa okręgowa

### Olsztyn
| Poz. | Klub                       | M  | Pkt. | Bramki |
| ---- | -------------------------- | -- | ---- | ------ |
| 1    | Mrągovia Mrągowo           | 26 | 60   | 63-24  |
| 2    | Olimpia Olsztynek          | 26 | 60   | 59-26  |
| 3    | Polonia Lidzbark Warmiński | 26 | 46   | 52-35  |
| 4    | Jurand Barciany            | 26 | 45   | 43-32  |
| 5    | Łyna Sępopol               | 26 | 40   | 47-37  |
| 6    | Stomil III Olsztyn         | 26 | 39   | 59-35  |
| 7    | Ekotan Zalewo              | 26 | 39   | 41-50  |
| 8    | GKS LZS Iława              | 26 | 34   | 40-39  |
| 9    | Huragan Morąg              | 26 | 33   | 48-51  |
| 10   | Start Nidzica              | 26 | 31   | 43-42  |
| 11   | Tęcza Miłomłyn             | 26 | 30   | 39-53  |
| 12   | Pisa Barczewo              | 26 | 22   | 28-53  |
| 13   | Granica Bezledy            | 26 | 21   | 42-83  |
| 14   | Reduta Bisztynek           | 26 | 15   | 17-61  |

### Elbląg
| Poz. | Klub                     | M  | Pkt. | Bramki |
| ---- | ------------------------ | -- | ---- | ------ |
| 1    | Polonia Pasłęk           | 24 | 64   | 82-20  |
| 2    | MGKS Tolkmicko           | 24 | 57   | 77-25  |
| 3    | Wałsza Pieniężno         | 24 | 49   | 57-21  |
| 4    | Syrena Młynary           | 24 | 42   | 67-43  |
| 5    | LZS Waplewo              | 24 | 38   | 43-44  |
| 6    | Unia Susz                | 24 | 34   | 38-37  |
| 7    | Żuławy Nowy Dwór Gdański | 24 | 31   | 52-43  |
| 8    | Olimpia Sztum            | 24 | 31   | 51-59  |
| 9    | Olimpia Kisielice        | 24 | 29   | 45-49  |
| 10   | Pogoń Prabuty            | 24 | 27   | 44-55  |
| 11   | Powiśle Stary Targ       | 24 | 23   | 38-64  |
| 12   | Gmina Lichnowy           | 24 | 12   | 38-111 |
| 13   | LZS Nowa Wioska          | 24 | 9    | 27-88  |

- Pomezania II Malbork wycofała się w trakcie sezonu

### Suwałki
| Poz. | Klub              | M  | Pkt. | Bramki |
| ---- | ----------------- | -- | ---- | ------ |
| 1    | Mamry Giżycko     | 26 | 55   | 77-31  |
| 2    | Mazur Ełk         | 26 | 54   | 68-26  |
| 3    | Mazur Pisz        | 26 | 53   | 66-31  |
| 4    | Rominta Gołdap    | 26 | 52   | 46-29  |
| 5    | Vęgoria Węgorzewo | 26 | 48   | 78-37  |
| 6    | Płomień Ełk       | 26 | 45   | 54-38  |
| 7    | Pogoń Ryn         | 26 | 36   | 46-67  |
| 8    | Pomorzanka Sejny  | 26 | 31   | 42-44  |
| 9    | Polonia Raczki    | 26 | 30   | 60-65  |
| 10   | Druglin Rożyńsk   | 26 | 29   | 35-33  |
| 11   | Czarni Olecko     | 26 | 29   | 46-50  |
| 12   | Nida Ruciane-Nida | 26 | 22   | 26-57  |
| 13   | Orkan Drygały     | 26 | 22   | 27-66  |
| 14   | Kormoran Bystry   | 26 | 7    | 16-113 |

- po sezonie Orkan Drygały połączył się ze Zniczem Biała Piska
- Kormoran Bystry nie został zdegradowany

### OZPN Ciechanów i OZPN Toruń
- Start Działdowo zajął 2. miejsce w ciechanowskiej klasie okręgowej
- Iskra Narzym zajęła 6. miejsce w ciechanowskiej klasie okręgowej
- Kormoran Ruszkowo zajął 8. miejsce w ciechanowskiej klasie okręgowej
- Polonia Iłowo zajęła 9. miejsce w ciechanowskiej klasie okręgowej
- Wel Lidzbark Welski zajął 14. miejsce w ciechanowskiej klasie okręgowej
- Drwęca Nowe Miasto Lubawskie zajęła 4. miejsce w toruńskiej klasie okręgowej
- Zamek Kurzętnik zajął 9. miejsce w toruńskiej klasie okręgowej
- Delfin Rybno grał w ciechanowskiej klasie A

## Klasa A

### Olsztyn

#### grupa I
| Poz. | Klub                            |
| ---- | ------------------------------- |
| 1    | Czarni Małdyty                  |
| ?    | Drwęca Samborowo                |
| ?    | GKS Wikielec                    |
| ?    | Błękitni Stary Olsztyn          |
| ?    | Grunwald Frygnowo               |
| ?    | Sparta Gietrzwałd               |
| ?    | Vel Dąbrówno                    |
| ?    | Gryf Platyny                    |
| ?    | Iskra Smykówko                  |
| ?    | Cegielnie Olsztyńskie Unieszewo |
| ?    | MGKS Miłakowo                   |
| ?    | Leśnik Boguchwały               |

- brak końcowej tabeli

#### grupa II
| Poz. | Klub                      |
| ---- | ------------------------- |
| 1    | Cresovia Górowo Iławeckie |
| ?    | Błękitni Pasym            |
| ?    | MKS Korsze                |
| ?    | LZS Lubomino Wilczkowo    |
| ?    | Orzeł Janowiec Kościelny  |
| ?    | Zryw Jedwabno             |
| ?    | Omulew Wielbark           |
| ?    | GKS Dźwierzuty            |
| ?    | GLKS Jonkowo              |
| ?    | Darzbór Dobry Lasek       |
| ?    | Drewiarz Kolonia          |
| ?    | Orkan Sątopy Samulewo     |

- brak końcowej tabeli

### Elbląg
| Poz. | Klub                           | Pkt. | Bramki |
| ---- | ------------------------------ | ---- | ------ |
| ?    | Gmina Braniewo (s)             |      |        |
| ?    | Pogoń Gardeja                  |      |        |
| ?    | Zalew Frombork (s)             |      |        |
| ?    | Delta Miłoradz                 |      |        |
| ?    | Piast Wilczęta                 |      |        |
| ?    | Nadmorzanin Stegna             |      |        |
| ?    | Tęcza Kamieniec (b)            |      |        |
| ?    | Sokół Mareza (s)               |      |        |
| ?    | Relaks Płoskinia               |      |        |
| ?    | Granica Zagaje (s)             |      |        |
| ?    | Błękitni Stare Pole (s)        |      |        |
| ?    | Pomowiec Gronowo Elbląskie (s) |      |        |
| ?    | Zatoka II Braniewo (s)         |      |        |
| ?    | Grom Nowy Staw (s)             |      |        |

- Grom Nowy Staw wycofał się po rundzie jesiennej

### Suwałki
| Poz. | Klub                    | M  | Pkt. | Bramki |
| ---- | ----------------------- | -- | ---- | ------ |
| 1    | MKS Orzysz              | 20 | 46   | 61-20  |
| 2    | Rospuda Filipów         | 20 | 38   | 70-42  |
| 3    | Mazur Wydminy           | 20 | 36   | 51-39  |
| 4    | Kłobuk Mikołajki        | 20 | 35   | 40-23  |
| 5    | Orzeł Stare Juchy       | 20 | 32   | 35-32  |
| 6    | Polonez Nowa Wieś Ełcka | 20 | 31   | 44-35  |
| 7    | Olimpia Miłki           | 20 | 29   | 45-33  |
| 8    | Pogoń Banie Mazurskie   | 20 | 25   | 42-52  |
| 9    | Unia Woźnice            | 20 | 24   | 30-43  |
| 10   | Wigry II Suwałki        | 20 | 14   | 17-46  |
| 11   | Huragan Olszewo         | 20 | 6    | 22-92  |

- Wigry II Suwałki wycofały się z rozgrywek po sezonie

## Klasa B

### Olsztyn

#### grupa I
| Poz. | Klub                  | Pkt. | Bramki | Uwagi |
| ---- | --------------------- | ---- | ------ | ----- |
| 1    | Roma Ostrowin         |      |        |       |
| ?    | Czarni Rudzienice     |      |        |       |
| ?    | Wierzba Lubawa        |      |        |       |
| ?    | Płomień Turznica      |      |        |       |
| ?    | Łyna Byszwałd         |      |        |       |
| ?    | Szeląg Stare Jabłonki |      |        |       |
| ?    | Jordan Kazanice       |      |        |       |
| ?    | Tessa Tuszewo         |      |        |       |
| ?    | Bulinek Sampława      |      |        |       |
| ?    | Szeląg Zwierzewo      |      |        |       |

- LZS Rokowice wycofał się w trakcie sezonu

#### grupa II
| Poz. | Klub               | Pkt. | Bramki | Uwagi |
| ---- | ------------------ | ---- | ------ | ----- |
| 1    | Leśnik Nowe Ramuki |      |        |       |
| ?    | Start Kozłowo      |      |        |       |
| ?    | Salęt Boże         |      |        |       |
| ?    | Sokół Zabiele      |      |        |       |
| ?    | Unia Rumy          |      |        |       |
| ?    | Sprint Kosewo      |      |        |       |
| ?    | Orzeł Czerwonka    |      |        |       |
| ?    | Kormoran Sorkwity  |      |        |       |
| ?    | Tempo Wipsowo      |      |        |       |
| ?    | Strażak Olszyny    |      |        |       |
| ?    | Mewa Prejłowo      |      |        |       |
| ?    | Niedźwiedź Ramsowo |      |        |       |

- Kormoran Sorkwity wycofał się po sezonie

#### grupa III
| Poz. | Klub                 | Pkt. | Bramki | Uwagi |
| ---- | -------------------- | ---- | ------ | ----- |
| 1    | Korona Klewki        |      |        |       |
| ?    | GZS Stawiguda        |      |        |       |
| ?    | Fortuna Gągławki     |      |        |       |
| ?    | Orzyc Janowo         |      |        |       |
| ?    | Kuba Napiwoda        |      |        |       |
| ?    | OSP Gryźliny         |      |        |       |
| ?    | LZS Drew-Met Olsztyn |      |        |       |
| ?    | Kwartet Olsztyn      |      |        |       |
| ?    | LZS Kozłowo          |      |        |       |
| ?    | Orzeł Biesal         |      |        |       |
| ?    | LZS Żelazno          |      |        |       |
| ?    | Bałtyk Kamionka      |      |        |       |

- Bałtyk Kamionka i Kwartet Olsztyn wycofały się po sezonie

#### grupa IV
| Poz. | Klub                   | Pkt. | Bramki | Uwagi |
| ---- | ---------------------- | ---- | ------ | ----- |
| ?    | MKS Jeziorany          |      |        |       |
| ?    | Danpol Knopin          |      |        |       |
| ?    | Pasłęka Ełdyty Wielkie |      |        |       |
| ?    | Warmiak Łukta          |      |        |       |
| ?    | Żabianka Żabi Róg      |      |        |       |
| ?    | Jastrząb Ględy         |      |        |       |
| ?    | Tajfun Maliniak        |      |        |       |
| ?    | Sambia Świątki         |      |        |       |
| ?    | Olimpia Skolity        |      |        |       |
| ?    | LZS Smolajny           |      |        |       |
| ?    | Gronowo Różyń          |      |        |       |

- Pasłęka Ełdyty Wielkie wycofała się po sezonie

### Elbląg
| Poz. | Klub                  | Pkt. | Bramki | Uwagi   |
| ---- | --------------------- | ---- | ------ | ------- |
| ?    | Zalew Batorowo (s)    |      |        |         |
| ?    | Stolpłyt Elbląg       |      |        |         |
| ?    | Wisła Korzeniewo      |      |        |         |
| ?    | Bałtyk Sztutowo       |      |        |         |
| ?    | Powiśle II Stary Targ |      |        |         |
| ?    | Polonia II Pasłęk     |      |        |         |
| ?    | Relax Ryjewo          |      |        |         |
| ?    | Błyskawica Postolin   |      |        |         |
| ?    | Sorge Stary Dzierzgoń |      |        | klasa C |
| ?    | Lisovia Lisewo (s)    |      |        | klasa C |